# Bedfordview
Bedfordview ist ein Stadtteil der südafrikanischen Metropolgemeinde Ekurhuleni in der Provinz Gauteng. Als statistischer Bezirk und historisch gehört er zur Stadt Germiston.

## Geographie
Der in der Einwohnerstatistik als subplace geführte Ort liegt 1639 Meter über dem Meeresspiegel. 2011 hatte Bedfordview 13.959 Einwohner. Bedfordview grenzt im Westen unmittelbar an das Gebiet der Metropolgemeinde City of Johannesburg. Laut Volkszählung 2011 sind 64 % der Einwohner Weiße.

## Geschichte
Die ursprüngliche Siedlung wurde auf dem Gelände der Farm Elandsfontein gegründet und zog unter anderem Bergleute im Ruhestand an, die dort im kleinen Maßstab Landwirtschaft betrieben. Eine dieser Farmen gehörte dem 1915 gestorbenen Randlord Sir George Herbert Farrar, bekannt auch durch seine Teilnahme am Jameson Raid, der sie nach seiner englischen Heimatstadt Bedford benannt hatte. Den Namen Bedford View erhielt der Ort 1926 nach einem Wettbewerb; später wurde er zu Bedfordview. Nach 1994 kam Bedfordview zu Germiston und 2000 mit Germiston und weiteren Städten zur Ekurhuleni Metropolitan Municipality.

## Wirtschaft und Verkehr
Bedfordview ist Sitz mehrerer landesweit operierender Unternehmen, darunter Airports Company South Africa, Imperial Holdings, Murray and Roberts und Hyundai Automotive South Africa. Die Einwohner Bedfordviews gelten als wohlhabend; der Stadtteil ist durch seine Gärten geprägt. Die Eastgate Shopping Centre war bei seiner Gründung 1979 das größte Einkaufszentrum der Südhalbkugel.
Der Stadtteil liegt unmittelbar an den Fernstraßen N3, N12 und R24, die hier verknüpft werden.